# Jumo
JUMO GmbH & Co. KG – niemieckie przedsiębiorstwo z siedzibą w Fuldzie zajmujące się produkcją urządzeń automatyki przemysłowej w zakresie pomiarów, sterowania i rejestracji.

## Opis
Grupa JUMO składa się z pięciu oddziałów w Niemczech, 25 przedstawicielstw międzynarodowych i ponad 40 biur na całym świecie. W 2019 grupa zatrudniała na świecie ok. 2300 pracowników.
W Polsce JUMO jest obecna od ponad dwudziestu lat. Siedziba mieści się we Wrocławiu przy ulicy Bierutowskiej 57/59. W początkowym okresie działalności firma funkcjonowała jako przedstawicielstwo ówczesnego M. K. JUCHHEIM GmbH & Co, aby w sierpniu 1999 roku zmienić formę prawną na spółkę.

## Produkty
Asortyment produktów obejmuje komponenty i rozwiązania systemowe do pomiaru, kontroli, rejestracji i analizy wielkości fizycznych i chemicznych przeznaczonych do przemysłu. Asortyment produktów rozciąga się od czujników temperatury, ciśnienia i techniki pomiarowej do kontroli i rejestracji danych pomiarowych. Produkty i rozwiązania systemowe znajdują zastosowanie głównie w branżach:
- spożywczej,
- klimatyzacyjnej,
- maszynowej,
- chemicznej i farmaceutycznej,
- opakowaniowej,
- budowy pieców przemysłowych
- zaopatrzenia w wodę i ścieki.